# Betongris
 Denne artikel bør gennemlæses af en person med fagkendskab for at sikre den faglige korrekthed.
    "Betongris" er slang

En betongris er en betonklods, en betonkonstruktion af beton anvendt til afspærring af vej og lignende mod uvedkommende trafik og lastbilangreb.
| Byggeri og bygningsdele | Spire Denne artikel om byggeri og bygningsdele er en spire som bør udbygges. Du er velkommen til at hjælpe Wikipedia ved at udvide den. |